# Ernest Shackleton
Sir Ernest Henry Shackleton (15. veljače 1874. – 5. siječnja 1922.) bio je anglo-irski polarni istraživač, jedan od glavnih osoba razdoblja poznatog kao herojsko doba antarktičkih istraživanja.
Shackleton je rođen 1874. godine u mjestu Kilkea u Irskoj udaljenom 48 km zapadno od Dublina. Njegov otac bio je Henry Shackleton, a majka Henrietta Letitia Sophia Gavan. Otac je bio anglo-irskog podrijetla, podrijetlom iz Yorkshirea u Engleskoj, dok mu je majka bila Irkinja. Rođen je kao drugo od desetero djece, a prvi od dva sina. Kada je Ernest imao deset godina obitelj se seli iz Irske u Sydenham predgrađe Londona zbog potrage za boljim životom ali i nelagoda zbog engleskog podrijetla obitelji.
Shackleton je sudjelovao u ekspediciji Discovery koju je organiziralo Kraljevsko geografsko društvo 1901. godine, vođa ekspedicije bio je Robert Falcon Scott. Zbog lošeg zdravstvenog stanje Shackleton je vraćen 1903. godine.
Shackleton je organizirao i vodio „Britansku antarktičku ekspediciju“ 1907. – 1909. s ciljem da se stigne do Južnog pola. Misija je nazvana Nimrod po istoimenom brodu. Stigli su oko 180 km od Južnog pola iako ga nisu osvojili bili su prvi ljudi koji ne samo da su prošli Transantarktičke planine, već i prvi ljudi koji su kročili na Antarktički plato.
Najpoznatija Shackletonova ekspedicija bila je Imperijalna trans-antarktička ekspedicija od 1914. do 1917. godine. Ekspedicija je neslavno završila jer je brod Endurance kojim su plovili okovao led.  28 članova posade je s tri čamca uspjelo stići do Slonovskog otoka. Svi su preživjeli nakon što su Shackleton i još petorica uspjeli stići do južne obale Južne Georgije u jednom od malih čamaca, odakle je organizirana akcija spašavanja preostalih ljudi.
Godine 1921. Shackleton je krenuo na još jednu ekpediciju na Antarktiku. Cilj je bio oploviti Antarktik, ali je ekspedicija prekinuta kada je Shackleton umro od srčanog udara na svom brodu Quest usidrenom u Južnoj Georgiji i otočju Južni Sandwich 5. siječnja 1922. Njegovo tijelo je bilo na putu za Englesku, kada je njegova udovica zatražila da se pokopa u Grytvikenu što je i učinjeno. Dobitnik je nekoliko naslova u Engleskoj između ostalog i naslova Sir.

## Vanjske poveznice
- Fotografije Shackletona iz Scott Polar Research Institute
- Ernest Shackleton govori o pokušaju osvajanja Antarktika